# スージーちゃんとマービー

『スージーちゃんとマービー』は、さべあのま原作の日本の漫画作品。

## 概要
小学館の絵本雑誌『おひさま』にて1995年4月号から2002年2月号まで連載され、NHK教育テレビの『天才てれびくんワイド』内（1999年4月5日 - 2000年3月30日）や『みんなの広場だ!わんパーク』内（2001年4月8日 - 2002年3月31日）にてアニメとして放送された（後に2016年2月28日に『お願い!編集長』の枠で16:00から第1〜12話が放送された。）。
また、テレビアニメの放送に合わせて、小学館の漫画雑誌『ちゃお』でも連載された（ちゃお版の作者は中森衣都）。

## 登場人物
スージー・マーカー
声 - 中山真奈美
主人公。10歳前後。弟のマービーと犬のピーブニー博士と3人で暮らしている。家事一切が得意だが、学校に行く場面が見られない。ふたりのいたずらに手を焼いたり服を破られたりする場面も多いが、逆にやりこめるツワモノでもある。
マービー
声 - かないみか
スージーの幼い弟。おむつは取れているが、ちゃんとした言葉で喋ることはできない（ピーブニー博士が代言することがある）。やんちゃでよく年相応の粗相をしてはふたりに助けてもらっている。
ピーブニー博士
声 - 龍田直樹
スージーたちと同居する犬。人語を解し（当然、犬語も解せる）、さまざまな発明もする天才犬。一人称は「吾輩」。人間年齢に直すと成人してかなり経っているようで、きょうだいの保護者的役割のことが多いが、時にはマービーと一緒にいたずらをするお茶目な一面も。
イネコちゃん
声 - 佐久間レイ
スージーの親友。黒髪の気が強い少女。
ムギコちゃん
声 - 榎本温子
イネコちゃんの妹。マービーと仲がいいが、マービーよりは若干年上。
ノーマさん
声 - 佐久間レイ
裏の家に越してきた若夫婦の奥さん。そそっかしいが洋裁が得意で、スージーにワンピースを作ってあげることも。
ナナおばさん
声 - 巴菁子
近くの家に住んでいるおばさん。スージー達と仲良しで、ハナというゴールデンレトリバーを飼っている。若い頃は水泳選手だったとも言われている。
デニー
声 - 鈴木琢磨
ノーマさんの夫で眼鏡をかけている。 ノーマさんとは「ハニー」「ダーリン」と呼び合う。
バビィ
声 - 榎本温子
ノーマさん夫妻の飼っている犬。ビーブニー博士に懐いている。
ペンギンさん
声 - 鈴木琢磨
南極に住むピーブニー博士の親友。語尾に「～もんね」を付ける。
シロクマさん
声 - 坂口候一
南極に住むピーブニー博士の親友。語尾に「～だぞぉ」を付ける。

## 単行本
- マービー（1988年、白泉社）
- おひさまのほん スージーちゃんとマービー（1999年 - 2001年、小学館、全5巻）

## テレビアニメ

### スタッフ
- 原作 - さべあのま
- 監督 - 貞光紳也
- シリーズ構成 - 荒川稔久
- キャラクターデザイン - 荒巻園美
- プロップデザイン - うのまこと
- 美術監督 - 朝倉千登勢
- 色彩設計 - 青木弘美
- 撮影監督 - 久保博志
- 編集 - 今井剛
- 音響監督 - 中野徹
- 音楽 - 沢田完
- テクニカルスーパーバイザー - 掛須秀一
- プロデューサー - 中沢利洋、下地志直
- アニメーションプロデューサー - はばらのぶよし
- アニメーション制作 - XEBEC
- 制作 - 小学館、小学館プロダクション

### 主題歌

#### オープニングテーマ
「ハッピー・シチュー・タイム」（1 - 44話）
作詞 - 白峰美津子 / 作曲 - 松本俊明 / 編曲 - 沢田完 / 歌 - いはたじゅり
「ハッピー・シチュー・タイム 〜スペシャル〜」（45 - 60話）
作詞 - 白峰美津子 / 作曲 - 松本俊明 / 編曲 - 岩﨑元是 / 歌 - いはたじゅり
「カラフル・パレード」（61 - 88話 / 93 - 104話）
作詞 - 白峰美津子 / 作曲・編曲 - 岩崎元是 / 歌 - いはたじゅり
「ミルキーホワイトクリスマス」（89 - 92話）
作詞 - 白峰美津子 / 作曲・編曲 - 岩崎元是 / 歌 - いはたじゅり

#### エンディングテーマ
ビデオ版のみの収録。
「ひかりのワンダーランド」
作詞 - 白峰美津子 / 作曲・編曲 - 岩崎元是 / 歌 - 中山真奈美

### 放映リスト
第89話〜第92話は連続した長編となっている。
| 話数 | サブタイトル                        | 脚本     | 絵コンテ     | 演出                 | 作画監督        | 放映日         |
| ---- | ----------------------------------- | -------- | ------------ | -------------------- | --------------- | -------------- |
| 1    | おふろのスペシャルフルコース        | 荒川稔久 | 石田博       | 石田博               | 西山里枝        | 1999年 4月5日  |
| 2    | つぼからぬけなくなっちゃった?       | 荒川稔久 | 加戸誉夫     | 杉谷光一             | 岡辰也 加藤初重 | 4月6日         |
| 3    | はかせとくせいなないろはみがき      | 荒川稔久 | 天野比留美   | 天野比留美           | 本橋秀之        | 4月7日         |
| 4    | おねしょをしたのはだあれ?           | 荒川稔久 | 木村真一郎   | 木村真一郎           | 佐々木某        | 4月8日         |
| 5    | おてがみくるとうれしいね            | 翁妙子   | 飯島正勝     | 藤本ジ朗             | 竹内進二        | 4月12日        |
| 6    | マービーのはじめてのおつかい        | 翁妙子   | 飯島正勝     | 藤本ジ朗             | 桜井芳久        | 4月13日        |
| 7    | まいごのまいごのこいぬちゃん        | 中弘子   | 毛利和昭     | 鈴木康彦             | 志村隆行        | 4月14日        |
| 8    | ノーマさんのスタイルブック          | 中弘子   | 毛利和昭     | 藤本ジ朗             | 坂元大二郎      | 4月15日        |
| 9    | すごいよ!ナナおばさん               | 翁妙子   | 栗本宏志     | 佐々木皓一           | 佐々木恵子      | 4月19日        |
| 10   | あめのひはケロケロパーティ          | 荒川稔久 | 栗本宏志     | 佐々木皓一           | 平岡正幸        | 4月20日        |
| 11   | ひみつのロボだ!うー1号              | 荒川稔久 | 大庭秀昭     | 佐々木皓一           | 梶浦紳一郎      | 4月21日        |
| 12   | みんなのゆめのくつみがき            | 中弘子   | 大庭秀昭     | 佐々木皓一           | 藤田宗克        | 4月22日        |
| 13   | オトナニナレールをのむと…?          | 中弘子   | 横山広実     | 横山広実             | 横山広実        | 4月26日        |
| 14   | シーツのむこうにナゾのかげ          | 中弘子   | 保谷一郎     | 横山広実             | 横山広実        | 4月27日        |
| 15   | みんなでカレーつくっちゃえ!         | 翁妙子   | 飯島正勝     | スコット・フレジャー | 高橋朝雄        | 4月28日        |
| 16   | ゆめのなかのうちゅうりょこう        | 荒川稔久 | 飯島正勝     | 藤本ジ朗             | 渡部明          | 4月29日        |
| 17   | すてきなねまきでだいへんしん!       | 中弘子   | 福島一三     | 岡崎稔               | 西尾彰子        | 5月10日        |
| 18   | リモコンだこはひとあじちがう?       | 荒川稔久 | 福島一三     | 岡崎稔               | 大坂竹志        | 5月11日        |
| 19   | はかせのかのじょがわんさかきたよ    | 中弘子   | 福島一三     | 岡崎稔               | 梶原賢二        | 5月12日        |
| 20   | ふしぎなしゃぼんだま                | 翁妙子   | 大西景介     | 大西景介             | 高見明男        | 5月13日        |
| 21   | こんどのやすみはどこへいく?         | 荒川稔久 | 貞光紳也     | 貞光紳也             | 佐々木某        | 5月17日        |
| 22   | おかしなおかしなプレゼント          | 荒川稔久 | 藤本義孝     | 藤本義孝             | 谷津美弥子      | 5月18日        |
| 23   | ごめんなさいスージーちゃん          | 翁妙子   | 天野比留美   | 天野比留美           | 本橋秀之        | 5月19日        |
| 24   | みんなだいすきサンドイッチ          | 翁妙子   | 杉谷光一     | 杉谷光一             | 岡辰也          | 5月20日        |
| 25   | いとでんわでないしょつうしん        | 中弘子   | 大町繁       | 藤本ジ朗             | 桜井芳久        | 5月24日        |
| 26   | さむいさむーいおともだち            | 荒川稔久 | 大町繁       | 鈴木康彦             | 志村隆行        | 5月25日        |
| 27   | こいぬのおもりはもういやだ!?        | 中弘子   | 山口美浩     | 山口美浩             | 新田敏夫        | 5月26日        |
| 28   | すてきなおもいで                    | 翁妙子   | 飯島正勝     | 山口美浩             | 新田敏夫        | 5月27日        |
| 29   | たまごがわれたらガーデンパーティー? | 中弘子   | 高橋朝雄     | スコット・フレジャー | 高橋朝雄        | 5月31日        |
| 30   | こまったときはおたがいさま          | 翁妙子   | 飯島正勝     | 藤本ジ朗             | 松岡秀明        | 6月1日         |
| 31   | そらをみてたらおもったよ            | 荒川稔久 | 横山広実     | 横山広実             | 横山広実        | 6月2日         |
| 32   | はかせのああかんちがい              | 荒川稔久 | 横山広実     | 横山広実             | 白戸理徳        | 6月3日         |
| 33   | みんなそろってファッションショー    | 翁妙子   | 栗本宏志     | 佐々木皓一           | 梶浦紳一郎      | 6月14日        |
| 34   | ふしぎなたねはなんのたね?           | 中弘子   | 栗本宏志     | 佐々木皓一           | 梶浦紳一郎      | 6月15日        |
| 35   | マービー、けしょうにめざめる!?      | 山田靖智 | 栗本宏志     | 佐々木皓一           | 平岡正幸        | 6月16日        |
| 36   | てるてるぼうずもたいへんだ          | 荒川稔久 | 栗本宏志     | 佐々木皓一           | 平岡正幸        | 6月17日        |
| 37   | やっぱりいもうとがすき?             | 中弘子   | 福島一三     | 岡崎稔               | 菅原治          | 6月21日        |
| 38   | スーパードッグ アルフくんのひみつ   | 翁妙子   | 福島一三     | 岡崎稔               | 梶原賢二        | 6月22日        |
| 39   | なつがくれたおくりもの              | 荒川稔久 | 福島一三     | 岡崎稔               | 大坂竹志        | 6月23日        |
| 40   | なんきょくのすてきなリゾート        | 山田靖智 | 大西景介     | 大西景介             | 菅原治          | 6月24日        |
| 41   | むしのうんどうかいはたのしいな      | 山田靖智 | 藤本ジ朗     | 藤本ジ朗             | 武内あきら      | 6月28日        |
| 42   | おいしいことはみんなでね!           | 中弘子   | 飯島正勝     | 鈴木康彦             | 志村隆行        | 6月29日        |
| 43   | ねこたちのゆうがないちにち          | 荒川稔久 | 山口美浩     | 山口美浩             | 新田敏夫        | 6月30日        |
| 44   | ナナおばさんのパンプキンパイ        | 翁妙子   | 山口美浩     | 山口美浩             | 新田敏夫        | 7月1日         |
| 45   | ほしのせいさん、こんばんは          | 山田靖智 | 天野比留美   | 天野比留美           | 本橋秀之        | 9月6日         |
| 46   | マービーのおつかいは……?             | 中弘子   | 藤本義孝     | 藤本義孝             | 高見明男        | 9月7日         |
| 47   | はかせのレディようせいこうざ?       | 荒川稔久 | 矢部秋則     | 渡辺正彦             | 小曽根孝夫      | 9月8日         |
| 48   | ナナおばさんのドールハウス          | 翁妙子   | いとうくみこ | 早崎博文             | 谷津美弥子      | 9月9日         |
| 49   | スージーホテルへいらっしゃい        | 中弘子   | 高橋朝雄     | スコット・フレジャー | 武内あきら      | 9月13日        |
| 50   | きゅうきゅうしゃだいすき!           | 翁妙子   | 飯島正勝     | 藤本ジ朗             | 桜井芳久        | 9月14日        |
| 51   | こわれちゃったかみかざり            | 山田靖智 | 松村康弘     | 横山広実             | 白土理徳        | 9月15日        |
| 52   | おうちがかじだ!たいへんだ!          | 荒川稔久 | 保谷一郎     | 横山広実             | 白土理徳        | 9月16日        |
| 53   | ガレージセールへいらっしゃい        | 荒川稔久 | 山口美浩     | 山口美浩             | 新田敏夫        | 9月20日        |
| 54   | みえるみえるピンホールカメラ        | 貞光紳也 | 貞光紳也     | 鈴木康彦             | 志村隆行        | 9月21日        |
| 55   | あわてんぼうのノーマさん            | 中弘子   | 藤本ジ朗     | 藤本ジ朗             | 三浦辰夫        | 9月22日        |
| 56   | まよなかのおたのしみ                | 翁妙子   | 飯島正勝     | 飯島正勝             | 松岡秀明        | 9月23日        |
| 57   | うらないなんてしんじない?           | 翁妙子   | 栗本宏志     | 佐々木皓一           | 梶浦紳一郎      | 9月27日        |
| 58   | スージーちゃんはめいカメラマン?     | 山田靖智 | 栗本宏志     | 佐々木皓一           | 梶浦紳一郎      | 9月28日        |
| 59   | デニーさんはしゅうりめいじん        | 中弘子   | 栗本宏志     | 佐々木皓一           | 平岡正幸        | 9月29日        |
| 60   | ゆうれいやしきでだいパニック        | 荒川稔久 | 栗本宏志     | 佐々木皓一           | 平岡正幸        | 9月30日        |
| 61   | おひるねちゅうはおしずかに          | 山田靖智 | 大西景介     | 大西景介             | 大坂竹志        | 10月11日       |
| 62   | ふしぎなみずたまり                  | 翁妙子   | 大西景介     | 大西景介             | 菅原治          | 10月12日       |
| 63   | ノーマさんのいちだいじ              | 荒川稔久 | 福島一三     | 岡崎稔               | 西尾彰子        | 10月13日       |
| 64   | たいへん!チケットをおとしちゃった   | 中弘子   | 福島一三     | 岡崎稔               | 梶原賢二        | 10月14日       |
| 65   | おもいでキルト                      | 翁妙子   | いとうくみこ | いとうくみこ         | 高見明男        | 10月18日       |
| 66   | なきぬれてふたりたび                | 荒川稔久 | 天野比留美   | 天野比留美           | 本橋秀之        | 10月19日       |
| 67   | ペンキぬりはひとくろう!?            | 中弘子   | 貞光紳也     | 貞光紳也             | 谷津美弥子      | 10月20日       |
| 68   | おうまさんはヘンクツさん            | 山田靖智 | 川田武範     | 渡辺正彦             | 小曽根孝夫      | 10月21日       |
| 69   | あかいはっぱ きいろいはっぱ         | 翁妙子   | 武内あきら   | 藤本ジ朗             | 武内あきら      | 10月25日       |
| 70   | あこがれのタイプライター            | 中弘子   | 山口美浩     | 山口美浩             | 新田敏夫        | 10月26日       |
| 71   | ちょうへーき?うー2号!               | 荒川稔久 | 保谷一郎     | 横山広実             | 白土理徳        | 10月27日       |
| 72   | はっけん!きょうりゅうのたまご?      | 山田靖智 | 飯島正勝     | 鈴木康彦             | 志村隆行        | 10月28日       |
| 73   | スージーちゃんがだいへんしん?       | 荒川稔久 | 栗本宏志     | 佐々木皓一           | 梶浦紳一郎      | 11月1日        |
| 74   | イネコちゃんがおねえちゃん!?        | 中弘子   | 栗本宏志     | 佐々木皓一           | 梶浦紳一郎      | 11月2日        |
| 75   | とうめいはかせ、あらわる?           | 山田靖智 | 栗本宏志     | 佐々木皓一           | 平岡正幸        | 11月3日        |
| 76   | ちょっぴりおとなのきぶん            | 翁妙子   | 栗本宏志     | 佐々木皓一           | 平岡正幸        | 11月4日        |
| 77   | ぼくじょうへいったよ                | 翁妙子   | 川田武範     | 渡辺正彦             | 依田正彦        | 11月15日       |
| 78   | つまみぐいはだれのしわざ?           | 山田靖智 | 天野比留美   | 天野比留美           | 小曽根孝夫      | 11月16日       |
| 79   | たあいへん!あらしがきちゃった(前編) | 中弘子   | 貞光紳也     | 貞光紳也             | 谷津美弥子      | 11月17日       |
| 80   | たあいへん!あらしがきちゃった(後編) | 中弘子   | 貞光紳也     | 貞光紳也             | 谷津美弥子      | 11月18日       |
| 81   | スージーちゃんもたまにはね          | 荒川稔久 | 福島一三     | 岡崎稔               | 西尾彰子        | 11月22日       |
| 82   | マービーのちいさなともだち          | 山田靖智 | 福島一三     | 岡崎稔               | 梶原賢二        | 11月23日       |
| 83   | はかせのきゅうきょくだいはつめい?   | 荒川稔久 | 大西景介     | 大西景介             | 菅原治          | 11月24日       |
| 84   | りんごがいっぱい                    | 翁妙子   | 大西景介     | 大西景介             | 大坂竹志        | 11月25日       |
| 85   | ミシンでだいへんしん                | 中弘子   | 山口美浩     | 山口美浩             | 新田敏夫        | 11月29日       |
| 86   | ふゆのおうじさま                    | 翁妙子   | 藤本ジ朗     | 鈴木康彦             | 志村隆行        | 11月30日       |
| 87   | さむくてたのしい、ふゆのあさ        | 山田靖智 | 飯島正勝     | 飯島正勝             | 桜井芳久        | 12月1日        |
| 88   | せかいでたったひとつのえほん        | 荒川稔久 | 木宮茂       | 木宮茂               | 横山広実        | 12月2日        |
| 89   | まいおりたゆきのしょうじょ          | 荒川稔久 | 飯島正勝     | 鈴木康彦             | 志村隆行        | 12月6日        |
| 90   | ゆきのせかいになつがきた!?          | 荒川稔久 | 山口美浩     | 山口美浩             | 新田敏夫        | 12月7日        |
| 91   | みんなでめざせくものうえ            | 荒川稔久 | 木宮茂       | 木宮茂               | 白土理徳        | 12月8日        |
| 92   | すてきなホワイトクリスマス          | 荒川稔久 | 藤本ジ朗     | 藤本ジ朗             | 武内あきら      | 12月9日        |
| 93   | いきたくなったとおもったら          | 荒川稔久 | 大庭秀昭     | 佐々木皓一           | 梶浦紳一郎      | 2000年 1月10日 |
| 94   | マービーのこわいもの                | 中弘子   | 大庭秀昭     | 佐々木皓一           | 梶浦紳一郎      | 1月11日        |
| 95   | マービーのちちゅうたんけん          | 山田靖智 | 栗本宏志     | 佐々木皓一           | 平岡正幸        | 1月12日        |
| 96   | くまちゃんがしゃべった?             | 翁妙子   | 栗本宏志     | 佐々木皓一           | 平岡正幸        | 1月13日        |
| 97   | わがまちはっけんツアー              | 翁妙子   | 大西景介     | 大西景介             | 鈴木奈都子      | 1月17日        |
| 98   | おっきくなあれ、マービー            | 山田靖智 | 大西景介     | 大西景介             | 大坂竹志        | 1月18日        |
| 99   | アルフくんがおひっこし!?            | 山田靖智 | 大西景介     | 大西景介             | 大坂竹志        | 1月19日        |
| 100  | はかせのはつめいグランプリ          | 中弘子   | 大西景介     | 大西景介             | 西尾彰子        | 1月20日        |
| 101  | ハナちゃんがしゃべった!?            | 山田靖智 | 川田武範     | 渡辺正彦             | 小曽根孝夫      | 1月31日        |
| 102  | なんきょくフェスティバル            | 中弘子   | 貞光紳也     | 佐々木皓一           | 平岡正幸        | 2月1日         |
| 103  | たのしいホームコンサート            | 翁妙子   | 大庭秀昭     | 佐々木皓一           | 平岡正幸        | 2月2日         |
| 104  | みんなだいすきスージーちゃん        | 荒川稔久 | 貞光紳也     | 貞光紳也             | 谷津美弥子      | 2月3日         |

### ビデオ
- スージーちゃんとマービー（1999年 - 2000年、ポニーキャニオン、全13巻）

### サウンドトラック
- スージーちゃんとマービーのすてきなまいにち ハッピー・ミュージック・タイム（1999年、ポニーキャニオン）